# Josep Espriu i Castelló
Josep Espriu i Castelló   (Santa Coloma de Farners, 1914 - Barcelona, 12 d'octubre de 2002) fou un metge català impulsor del cooperativisme sanitari.
Doctor en medicina i cirurgia per la Universitat de Barcelona (1942), l'any 1957 fundà l'entitat Assistència Sanitària Col·legial, i posteriorment col·laborà en el desenvolupament de diferents entitats com Assistència Sanitària Interprovincial i l'Hospital de Barcelona. Fou president de la Fundació Espriu, dedicada a la promoció i el desenvolupament del cooperativisme.
Germà del poeta Salvador Espriu, col·laborà en la revista Destino amb articles de salut i publicà el llibre Mrs Life (1995), una resposta vital a una de les obres del seu germà Salvador, Mr Death.

## Biografia
Fill de Francesc de Paula Espriu i Torres i Escolàstica Castelló i Molas, la família, originària d'Arenys de Mar, va haver de traslladar-se a Santa Coloma de Farners a on va néixer Josep i els seus germans Francesc i Salvador. Després la família es va tornar a traslladar a Barcelona, on van néixer les dues germanes petites, Maria Isabel i Maria Lluïsa. A principis de la dècada del 1920 els cinc germans van agafar alhora el xarampió i Maria Isabel morí després d'una terrible complicació neurològica. Dos anys després, el 1926 el germà gran, Francesc, va morir en un accident al port d'Arenys.
Josep Espriu començà exercint de metge a Gràcia, a la seva consulta privada on atenia també pacients provinents de la Seguretat Social. L'any 1955 fou nomenat vocal de metges joves del Col·legi de Barcelona i va conèixer les condicions de treball dels facultatius que exercien a compte de mutualitats. També va conèixer una experiència de igualatorisme a Bilbao en la qual els metges eren propietaris i empleats sota el model de la lliure elecció de metge i del pagament per acte facultatiu efectuat. Amb aquest model el professional que més treballava, més cobrava.
Espriu va aprofundir el contacte directe entre metges i usuaris, sense inversors capitalistes, i, l'any 1957 impulsà l'Igualatori de Barcelona, Assistència Sanitària Col·legial, amb el suport del Col·legi de Metges i amb la primera pòlissa oberta el dia 1 de gener de 1960. L'any 2003, Assistència disposava de 5.000 metges i prop de 200.000 usuaris. Juntament Amb el doctor Espriu, van començar aquest projecte els doctors Ramon Arandes, Vicente Carulla, Francesc Llobet i Luis Sans Solá.

## Cooperativisme sanitari
El cooperativisme sanitari és una evolució del cooperativisme de béns de consum que es produeix a mesura que la població va adquirint nivells més elevats de renda i està disposada a pagar dues vegades per la recepció d'un servei sanitari (el pagament obligatori de la seguretat social i el pagament voluntari per a un servei privat) amb unes condicions determinades de qualitat i confort
L'única cooperativa d'usuaris de la sanitat a Catalunya és la Societat Cooperativa d'Instal·lacions assistencials Sanitàries (SCIAS), creada i promoguda per Josep Espriu el 1974 en un context de reactivació econòmica, grans necessitats col·lectives i desig de llibertat. Espriu, com a metge de capçalera, experimentà els canvis de la població respecte a la demanda sanitària als anys seixanta. El sistema de la seguretat social poc desenvolupat i els superiors nivells de renda dels usuaris feien viable organitzar la sanitat de forma privada.
El cooperativisme sanitari incorpora una gestió sense ànim de lucre en el qual els beneficis obtinguts reinverteixen en millores assistencials. Metges i usuaris participen en la presa de decisions de l'entitat. Aquesta filosofia cooperativa es va aplicar en el seu dia a la creació i organització de l'Hospital de Barcelona, propietat d'Assistència Sanitària Col·legial.

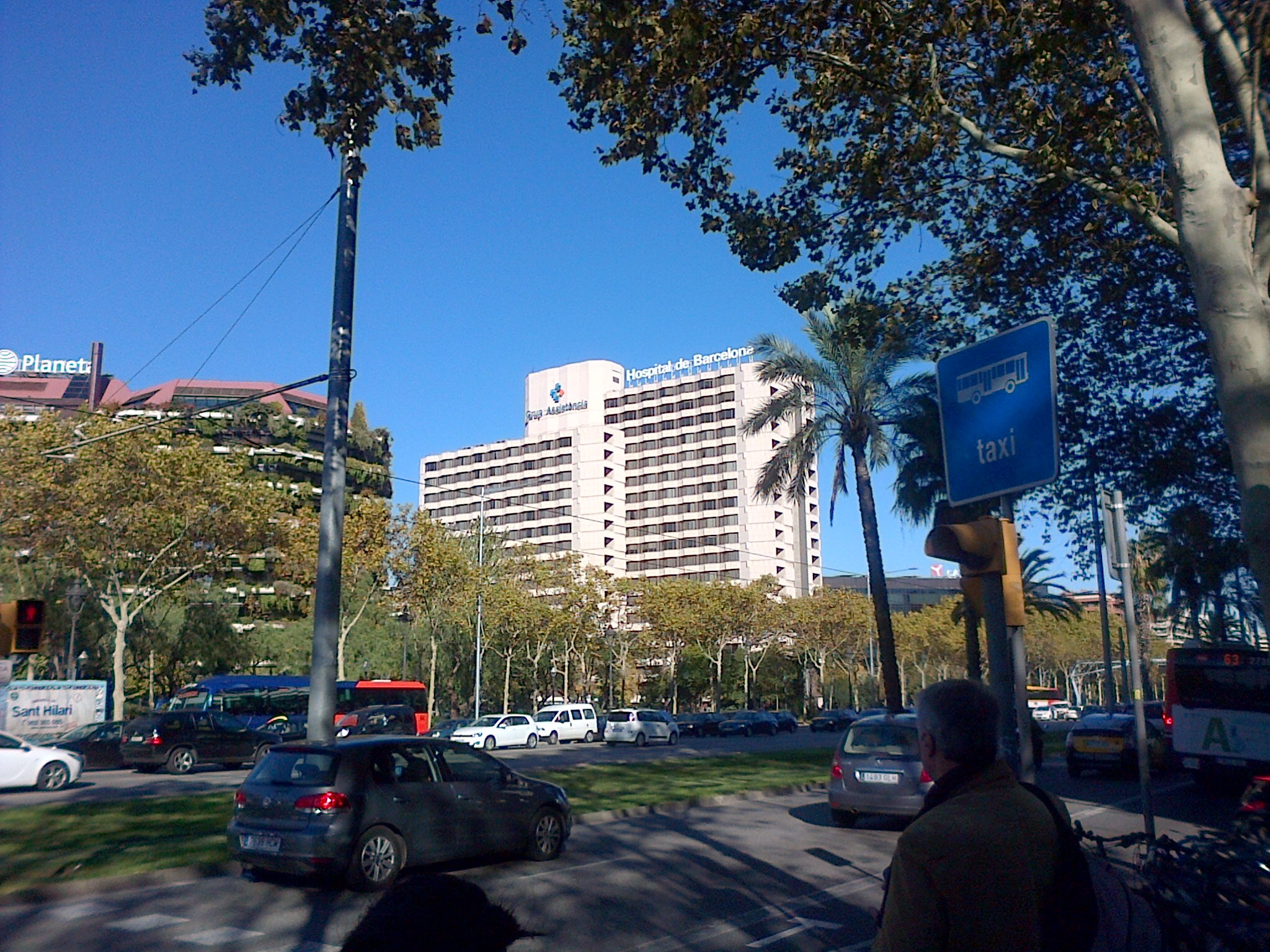
Hospital de Barcelona, a la Av. Diagonal (nov 2013)

## Premis i guardons
Josep Espriu ha rebut diversos reconeixements, entre els quals destaquen:
- Encomienda amb placa d'Ordre Civil de Sanitat (1970).
- Gran Creu de l'Ordre Civil de Sanitat (1994).
- Col·legiat d'Honor Nacional amb l'Emblema d'Or pel Consell General de Col·legis Mèdics (1985).
- Medalla del Mèrit al Treball pel Ministeri de Treball i Seguretat Social (1987).
- Acadèmic de la Reial Acadèmia de Medicina de Catalunya (1988) i numerari des de 1994.
- Medalla al treball President Macià. Generalitat de Catalunya. (1988).
- Col·legiat d'Honor dels Col·legis de Madrid, Màlaga, Granada, Càceres, Las Palmas i Alacant.
- Acadèmic d'Honor de l'Acadèmia Medicoquirúrgica Espanyola (1995).
- Homenot Nacional de la Sanitat (2000).Fundació Avedis Donabedian
- Insígnia d'or d'SCIAS en reconeixement de tota una vida dedicada a la difusió del cooperativisme sanitari.